# Cynthia Westcott
Cynthia Westcott   (North Attleborough, 29 de juny de 1898 - 22 de març de 1983) va ser patòloga, autora i experta en roses. Va publicar diversos llibres i manuals sobre horticultura i malalties de les plantes. El seu treball també es va presentar al The New York Times, House and Garden i The American Home. Westcott va ser anomenada "la metgessa de la planta" després del seu primer llibre del mateix nom.
Va néixer a North Attleboro, Massachusetts, el 29 de juny de 1898. Va obtenir el grau de llicenciatura al Wellesley College el 1920 i el doctorat en patologia vegetal a Cornell el 1932. Va ser objecte d'un perfil biogràfic a The New Yorker al juliol de 1952. Va morir d'una malaltia cardíaca el 22 de març de 1983 a North Tarrytown, Nova York. Un arxiu de les notes d'investigació de Westcott i la correspondència comercial, es troba a la Biblioteca de la Universitat de Cornell.

## Premis i honors
- American Horticultural Council (1955)
- Medalla d'or, Societat Americana de Rosa (1960)
- Medalla d'or, Garden Club de Nova Jersey
- Garden Writers Award, Associació Americana de Viveristes (1963)

## Obres
- Westcott, C. (1937). The Plant Doctor: Com, per què i quan de control de malalties i insectes al vostre jardí. Nova York: Frederick A. Stokes.
- Westcott, C. (1946). El llibre d'errors del jardiner; 1.000 Plagues d'insectes i el seu control. Nova York: American Garden Guild i Doubleday.
- Westcott, C. (1950). Manual de malalties vegetals. Nova York: Van Nostrand.
- Westcott, C. (1952). Qualsevol persona pot créixer a les roses . Toronto: Van Nostrand.
- Westcott, C. (1953). Enemics del jardí. Princeton, NJ: D. Van Nostrand.
- Westcott, C. (1957). Plantejar el doctorat és divertit. Princeton, NJ: Van Nostrand.
- Westcott, C. (1961). És el pitjor del seu jardí? Garden City, NY: Doubleday.
- Westcott, C. i Jerry T. Walker, eds. (1966). Manual sobre plagues de jardí . Brooklyn, NY: Brooklyn Botanic Garden.
- Westcott, C. i Peter K. Nelson, eds. (1980). Manual sobre control biològic de plagues de plantes. Número especial de Plants & Gardens, vol. 16, núm. 3. Brooklyn, NY: Brooklyn Botanic Garden.